# تپه ریلیف (کالیفرنیا)
تپهٔ ریلیف (همچنین با نام ریلیف شناخته می‌شود) یک منطقه ثبت‌نشده در شهرستان نوادا، ایالت کالیفرنیا است.[منبع ۱] این منطقه تقریباً در میانه‌ی بلومفیلد شمالی و واشینگتن واقع شده‌است و در ارتفاع ۱۲۰۳ متری (۳٬۹۴۷ فیت) از سطح دریا قرار دارد.[منبع ۲] دفتر پستی که در سال ۱۸۹۴ در این مکان تأسیس شد به نام «ریلیف» نامیده شد و این نام در برخی نقشه‌ها (به ویژه در حدود قرن نوزدهم) ظاهر شده‌است. هرچند اکثر ساکنان این شهر و بیشتر مورخان، آن را «تپهٔ ریلیف» می‌نامیدند.[منبع ۳][منبع ۴] نام این مکان در زبان فارسی به معنای «آرامش» یا «تپه آرامش» است.[منبع ۵]
پیشینه
پیش از تب طلا در کالیفرنیا، این منطقه یک اقامتگاه تابستانی برای هندی‌های مایدو جنوبی بود.[منبع ۶]دو داستان متناقض در مورد چگونگی نامگذاری تپهٔ ریلیف وجود دارد. بر اساس یک روایت، این مکان محلی است که در سال ۱۸۴۷، یک گروه نجات پزشکی با افراد اهداکننده عضو ملاقات کردند، که باعث نجات جان افراد دیگر و ایجاد آرامش و آسودگی شد.[منبع ۷][منبع ۸][منبع ۹] داستان دیگر حاکی از این است که چهار معدنچی در این مکان به جستجو پرداختند، اما بدشانسی آوردند و طلایی پیدا نکردند؛ هنگامی که کم‌کم داشتند تسلیم می‌شدند، یکی از آنها سرانجام یک معدن طلا را کشف کرد و به این ترتیب، آنها به آرامش رسیدند.[منبع ۱۰]
توسعه و رشد
این شهر به سرعت رشد کرد. در سال ۱۸۵۶، جمعیت آن به حدود ۷۵ نفر رسید و دارای دو سالن، یک فروشگاه، یک قصابی، یک آهنگری، دو مهمانخانه شبانه‌روزی و چندین خانه بود.[منبع ۱۱] در سال ۱۸۵۸، تنها تعداد رای‌دهندگان در این شهر ۱۰۰ نفر بود.[منبع ۱۲]با توجه به موقعیت جغرافیایی و تاریخی خاص، تپهٔ ریلیف نقش مهمی در توسعه معادن و مهاجرت‌های مرتبط با تب طلا در این منطقه ایفا کرد. مهاجران و جویندگان طلا از سراسر ایالات متحده و حتی از کشورهای دیگر به این منطقه سرازیر شدند، که این امر موجب ایجاد یک جامعه متنوع و چند فرهنگی شد.
زوال و وضعیت کنونی

پس از افت و خیزهای اقتصادی و به ویژه پس از پایان تب طلا، تپهٔ ریلیف به تدریج اهمیت خود را از دست داد و بسیاری از ساکنان آن به شهرهای دیگر مهاجرت کردند. در حال حاضر، تپهٔ ریلیف به عنوان یک منطقه ثبت‌نشده باقی مانده و عمدتاً به عنوان یک مکان تاریخی شناخته می‌شود.هرچند امروزه این منطقه کمتر مورد توجه قرار می‌گیرد، اما همچنان مورد علاقه محققان تاریخی و علاقه‌مندان به تاریخ تب طلا در کالیفرنیا است. این منطقه به عنوان یک نقطه تاریخی مهم باقی مانده که داستان‌های بسیاری از دوران پر تب و تاب قرن نوزدهم را در دل خود جای داده است.
1. ↑  سامانه اطلاعات نام‌های جغرافیایی ایالات متحده آمریکا: تپه ریلیف (کالیفرنیا)

## کتابشناسی
- Durham, David L. (1998). California's Geographic Names: A Gazetteer of Historic and Modern Names of the State. Clovis, CA: Word Dancer Press.
- Gudde, Erwin G. (1998). California Place Names (4th ed.).
- Hanna, Phil T. (1946). Dictionary of California Land Names.
- Janicot, Michel (1994). A History of Nevada County Post Offices.
- Patterson, Loni (1989). Relief Hill.
- Thompson, Thomas H.; West, Albert A. (1970). History of Nevada County 1880.
- Waggoner, W.  W. (1931). "The Donner Party and Relief Hill". Journal of the California Historical Society. 10: 346–352. JSTOR 25160480.
- Wagner, Wilma (1997). Relief Hill: a Town Washed Away by its Own Residents. Sierra Heritage.